# لوول (میشیگان)
لوول، میشیگان (به انگلیسی: Lowell, Michigan) یک شهر در ایالات متحده آمریکا با جمعیت ۳٬۷۸۳ نفر است که در Kent County واقع شده‌است.

## موقعیت جغرافیایی
موقعیت جغرافیایی شهرها و مناطق اطراف به شرح زیر است: